# Talaván
Talaván este un oraș din Spania, situat în provincia Cáceres din comunitatea autonomă Extremadura. Are o populație de 925 de locuitori.
1. ↑  Nomenclátor Geográfico de Municipios y Entidades de Población (20240402 edition)
2. ↑   https://www.talavan.es/corporacion-municipal Lipsește sau este vid: |title= (ajutor)